# Ulrika Rogland
Anna Åsa Ulrika Rogland, född 14 oktober 1964 i Åhus, är en svensk jurist och tidigare åklagare. Under sin tid som åklagare uppmärksammades hon för sitt arbete relaterat till vålds- och sexualbrott. Hon lämnade 2014 yrket under uppmärksammade former och började istället verka som målsägandebiträde.

## Biografi
Ulrika Rogland avlade juristexamen (LL.M) vid Lunds universitet 1988. Hon började därefter arbeta som tingsnotarie vid Helsingborgs tingsrätt åren 1988–1991. Hon fortsatte sedan på domarbanan och blev fiskal och sedan assessor vid Hovrätten över Skåne och Blekinge. År 2000 övergick hon till en roll som åklagare, sedan 2004 som kammaråklagare i Malmö.
Rogland har som åklagare vid flera tillfällen uppmärksammats för sitt arbete i sexualbrottsmål med kopplingar till kvinnor eller barn, relationer eller hedersvåld. Hennes arbete ledde bland annat till att hon utsattes för mordhot.  Bland målen som hon haft hand om kan nämnas "Alexandramålet" (2006) och "mordet på Lugna gatan" (2012).
År 2014 lämnade Ulrika Rogland under uppmärksammade former yrket som åklagare. Istället började hon arbeta som målsägandebiträde på advokatbyrå, med målet att bli advokat. Som skäl för sitt karriärbyte har hon angivit polisens bristande resurser för att utreda familjevåld. Parallellt med sitt nya yrke ägnar hon sig åt en regelbunden föreläsningsverksamhet, där hon driver opinion för kvinnors och barns rättigheter.
År 2016 släppte hon boken Vad är grooming?, skriven av Rogland tillsammans med psykologiprofessorn Sven Å Christianson. De båda hade i samma ämne redan 2012 författat "Jag kände mig speciell": grooming på Internet.

## Utmärkelser
I november 2014 fick Ulrika Rogland motta Fredrika-Bremer-förbundets BRA-pris. Hon belönades för sitt arbete för ökad jämställdhet.